# Lissac-et-Mouret
Lissac-et-Mouret település Franciaországban, Lot megyében. Lakosainak száma 943 fő (2022. január 1.). Lissac-et-Mouret Fons, Cambes, Camboulit, Camburat és Figeac községekkel határos.

## Népesség
A település népességének változása:
| Lakosok száma | 480  | 681  | 751  | 887  | 930  | 920  | 918  | 917  | 926  | 943  |
|               | 1968 | 1982 | 1990 | 2006 | 2013 | 2015 | 2017 | 2019 | 2020 | 2022 |